# 971
| Calendário gregoriano                                                        | 971 CMLXXI                                           |
| Ab urbe condita                                                              | 1724                                                 |
| Calendário arménio                                                           | 420 – 421                                            |
| Calendário bahá'í                                                            | -873 – -872                                          |
| Calendário budista                                                           | 1515                                                 |
| Calendário chinês                                                            | 3667 – 3668 Início a 30 de janeiro (aproximadamente) |
| Calendário copta                                                             | 687 – 688                                            |
| Calendário etíope                                                            | 963 – 964                                            |
| Calendários hindus - Vikram Samvat - Calendário nacional indiano - Cáli Iuga | 1026 – 1027 892 – 893 4071 – 4072                    |
| Calendário Holoceno                                                          | 10971                                                |
| Calendário islâmico                                                          | 360 – 361                                            |
| Calendário judaico                                                           | 4731 – 4732                                          |
| Calendário persa                                                             | 349 – 350                                            |
| Calendário rúnico                                                            | 1221                                                 |
| Calendário solar tailandês                                                   | 1514                                                 |

971 (CMLXXI na numeração romana) foi um ano comum do século X do Calendário Juliano, da Era de Cristo, teve início a um domingo e terminou também a um domingo, e a sua letra dominical foi A (52 semanas).
No  território que viria a ser o reino de Portugal estava em vigor a Era de César que já contava 1009 anos.
| Ano completo                    |
| ------------------------------- |
| Ano comum com início ao domingo |

## Eventos
- Término da intensificação das incursões normandas na Península Ibérica, com um ataque viquingue à Galiza.
- Fim da guerra rus'-bizantina de 970-971.

## Nascimentos
- Mamude de Gásni, sultão do Império Gasnévida.

## Mortes
- Culen da Escócia, Rei da Escócia,